# Kloetinge
Kloetinge es una localidad del municipio de Goes, en la provincia de Zelanda (Países Bajos).
Hasta su adhesión a Goes en 1970 tuvo municipio propio.